# Nakatsugaru (huyện)
Nakatsugaru (中津軽郡 Nakatsugaru-gun) là huyện thuộc tỉnh Aomori, Nhật Bản. Tính đến ngày 1 tháng 10 năm 2020, dân số ước tính của huyện là 1.265 và mật độ dân số là 5,1 người/km2. Tổng diện tích thị trấn là 246 km2.